# Benthoxystus
Benthoxystus is een geslacht van weekdieren uit de klasse van de Gastropoda (slakken).

## Soorten
- Benthoxystus columnarius (Hedley & May, 1908)
- Benthoxystus petterdi (Crosse, 1870)